# Campeonato Mundial de Esquí Nórdico de 2001
El XLIV Campeonato Mundial de Esquí Nórdico se celebró en la localidad de Lahti (Finlandia) entre el 15 y el 25 de febrero de 2001 bajo la organización de la Federación Internacional de Esquí (FIS) y la Asociación Finlandesa de Esquí.

## Esquí de fondo

### Masculino
| Evento                            | Oro                                                                                          | Plata                                                                                      | Bronce                                                                                    |
| --------------------------------- | -------------------------------------------------------------------------------------------- | ------------------------------------------------------------------------------------------ | ----------------------------------------------------------------------------------------- |
| Velocidad individual EL (21.02)   | Tor Arne Hetland · Noruega ·                                                                 | Cristian Zorzi · Italia ·                                                                  | Håvard Solbakken · Noruega ·                                                              |
| 15 km EC (15.02)                  | Per Elofsson · Suecia · 39:26,0                                                              | Mathias Fredriksson · Suecia · 39:42,5                                                     | Odd-Bjørn Hjelmeset · Noruega · 39:49,3                                                   |
| 10 km + 10 km persecución (17.02) | Per Elofsson · Suecia · 47:15,5                                                              | Johann Mühlegg · España · 47:42,0                                                          | Vitali Denisov · Rusia · 47:49,5                                                          |
| 30 km EC (19.02)                  | Andrus Veerpalu Estonia 1:14:17,9                                                            | Frode Estil · Noruega · 1:14:18,1                                                          | Mijail Ivanov · Rusia · 1:14:49,1                                                         |
| 50 km EL (25.02)                  | Johann Mühlegg · España · 2:05:27,2                                                          | René Sommerfeldt · Alemania · 2:07:23,4                                                    | Serguei Krianin · Rusia · 2:07:28,4                                                       |
| Relevo 4 × 10 km (22.02)          | Noruega · Frode Estil · Odd-Bjørn Hjelmeset · Thomas Alsgaard · Tor Arne Hetland · 1:36:42,0 | Suecia · Urban Lindgren · Mathias Fredriksson · Magnus Ingesson · Per Elofsson · 1:37:24,7 | Alemania · Jens Filbrich · Andreas Schlütter · Ron Spanuth · René Sommerfeldt · 1:37:30,0 |

### Femenino
| Evento                          | Oro                                                                                   | Plata                                                                       | Bronce                                                                                         |
| ------------------------------- | ------------------------------------------------------------------------------------- | --------------------------------------------------------------------------- | ---------------------------------------------------------------------------------------------- |
| Velocidad individual EL (21.02) | Pirjo Manninen · Finlandia ·                                                          | Kati Sundqvist · Finlandia ·                                                | Yuliya Chepalova · Rusia ·                                                                     |
| 10 km EC (20.02)                | Bente Skari · Noruega · 26:55,5                                                       | Olga Danilova · Rusia · 27:08,4                                             | Larisa Lazutina · Rusia · 27:27,0                                                              |
| 5 km + 5 km persecución (18.02) | Virpi Kuitunen · Finlandia · 28:06,1                                                  | Larisa Lazutina · Rusia · 28:08,9                                           | Olga Danilova · Rusia · 28:09,3                                                                |
| 15 km EC (15.02)                | Bente Skari · Noruega · 43:54,8                                                       | Olga Danilova · Rusia · 44:02,5                                             | Kaisa Varis · Finlandia · 44:57,5                                                              |
| 30 km EL (25.02)                | Competición cancelada por mal tiempo                                                  | Competición cancelada por mal tiempo                                        | Competición cancelada por mal tiempo                                                           |
| Relevo 4 × 5 km (23.02)         | Rusia · Olga Danilova · Larisa Lazutina · Yuliya Chepalova · Nina Gavryliuk · 53:01,6 | Noruega · Anita Moen · Bente Skari · Elin Nilsen · Hilde Pedersen · 54:01,9 | Italia · Gabriella Paruzzi · Sabina Valbusa · Cristina Paluselli · Stefania Belmondo · 53:23,3 |

## Salto en esquí
| Evento                              | Oro                                                                                           | Plata                                                                                 | Bronce                                                                                        |
| ----------------------------------- | --------------------------------------------------------------------------------------------- | ------------------------------------------------------------------------------------- | --------------------------------------------------------------------------------------------- |
| Trampolín normal individual (23.02) | Adam Małysz · Polonia · 246,0 pts.                                                            | Martin Schmitt · Alemania · 233,0 pts.                                                | Martin Höllwarth · Austria · 223,0 pts.                                                       |
| Trampolín normal por equipo (25.02) | Austria · Wolfgang Loitzl · Andreas Goldberger · Stefan Horngacher · Martin Höllwarth · 953,5 | Finlandia · Matti Hautamäki · Risto Jussilainen · Ville Kantee · Janne Ahonen · 951,5 | Alemania · Sven Hannawald · Michael Uhrmann · Alexander Herr · Martin Schmitt · 911,5         |
| Trampolín grande individual (19.02) | Martin Schmitt · Alemania · 276,3                                                             | Adam Małysz · Polonia · 273,5                                                         | Janne Ahonen · Finlandia · 267,4                                                              |
| Trampolín grande por equipo (21.02) | Alemania · Sven Hannawald · Michael Uhrmann · Alexander Herr · Martin Schmitt · 939,8         | Finlandia · Jani Soininen · Risto Jussilainen · Ville Kantee · Janne Ahonen · 900,2   | Austria · Wolfgang Loitzl · Andreas Goldberger · Stefan Horngacher · Martin Höllwarth · 880,2 |

## Combinada nórdica
| Evento                           | Oro                                                                                | Plata                                                                        | Bronce                                                                       |
| -------------------------------- | ---------------------------------------------------------------------------------- | ---------------------------------------------------------------------------- | ---------------------------------------------------------------------------- |
| TG + 7,5 km individual (24.02)   | Marko Baacke · Alemania ·                                                          | Samppa Lajunen · Finlandia ·                                                 | Ronny Ackermann · Alemania ·                                                 |
| TN + 15 km individual (15.02)    | Bjarte Engen Vik · Noruega ·                                                       | Samppa Lajunen · Finlandia ·                                                 | Felix Gottwald · Austria ·                                                   |
| TN + 4 × 5 km por equipo (20.02) | Noruega · Kristian Hammer · Kenneth Braaten · Bjarte Engen Vik · Sverre Rotevatn · | Austria · Mario Stecher · David Kreiner · Christoph Eugen · Felix Gottwald · | Finlandia · Jari Mantila · Samppa Lajunen · Hannu Manninen · Jaakko Tallus · |

## Medallero
| Núm. | País      | Oro | Plata | Bronce | Total |
| ---- | --------- | --- | ----- | ------ | ----- |
| 1    | Noruega   | 6   | 2     | 2      | 10    |
| 2    | Alemania  | 3   | 2     | 3      | 8     |
| 3    | Finlandia | 2   | 5     | 3      | 10    |
| 4    | Suecia    | 2   | 2     | 0      | 4     |
| 5    | Rusia     | 1   | 3     | 6      | 10    |
| 6    | Austria   | 1   | 1     | 3      | 5     |
| 7    | España    | 1   | 1     | 0      | 2     |
| 7    | Polonia   | 1   | 1     | 0      | 2     |
| 9    | Estonia   | 1   | 0     | 0      | 1     |
| 10   | Italia    | 0   | 1     | 1      | 2     |
|      | TOTAL     | 18  | 18    | 18     | 54    |